# Wollert Konow

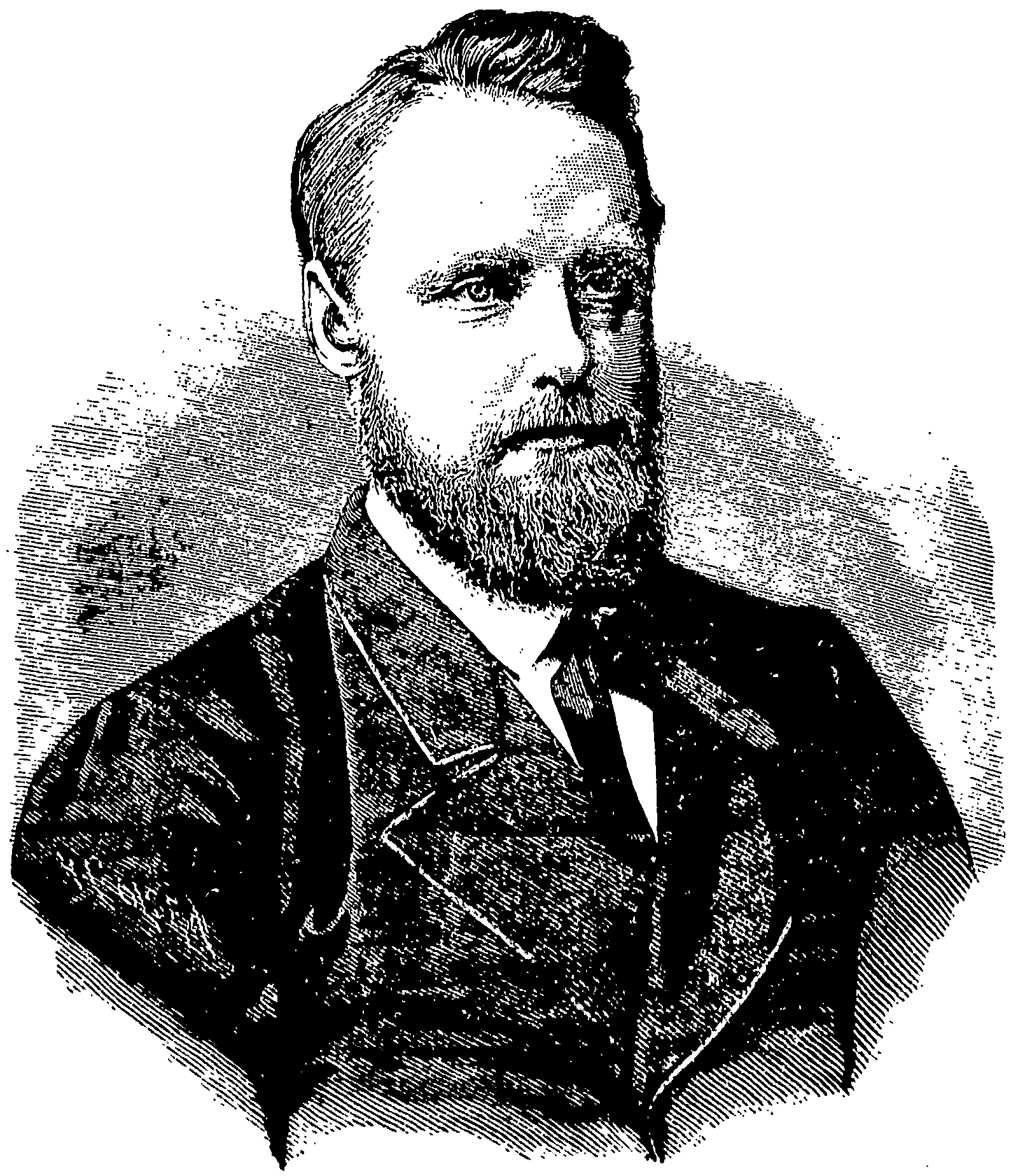
Wollert Konow (1884 oder früher).

Wollert Konow (* 16. August 1845 in Stend (Fana, heute zu Bergen); † 15. März 1924 ebenda) war ein norwegischer Politiker der Venstre und später der Liberalen Linkspartei (Frisinnede Venstre) sowie Ministerpräsident (statsminister). In den zeitgenössischen parlamentarischen Akten wird er als „Wollert Konow (SB)“ bezeichnet, um ihn von Wollert Konow (H) zu unterscheiden.

## Leben
Der Enkel des dänischen Dichters Adam Oehlenschläger wuchs auf einem Gutshof auf und absolvierte ab 1865 ein Studium der Rechtswissenschaften, das er jedoch nicht abschloss. Stattdessen war er 1868 bis 1872 Leiter der Volkshochschule von Halsnøy (Sunnhordland), ehe er 1873 die Verwaltung des väterlichen Gutshofes übernahm.
Seine politische Laufbahn begann er als Kandidat der Venstre 1877 mit der erstmaligen Wahl zum Abgeordneten des Storting, in dem er zunächst bis 1879 die Interessen des Amtsbezirks Søndre Bergenhus vertrat. Zwischen 1880 und 1888 war er wieder für drei Wahlperioden wieder Abgeordneter des Stortings und als solcher von 1884 bis 1887 Präsident des Odelsting und dann 1888 Präsident des Stortings. Daneben war er überwiegend zwischen 1880 und 1901 auch Ortsvorsteher von Fana. Von 1897 bis 1899 war er wiederum Abgeordneter des Stortings. 1899 war er zudem norwegischer Delegierter bei der Haager Friedenskonferenz. Nach mehr als einem Jahrzehnt außerhalb der Politik wurde er 1909 für die neugegründete Liberale Linkspartei (Frisinnede Venstre) wieder zum Abgeordneten des Storting gewählt. Für kurze Zeit war er zunächst wieder Präsident des Stortings.
Unmittelbar darauf wurde Konow am 2. Februar 1910 als Nachfolger von Gunnar Knudsen, dessen Venstre eine vernichtende Wahlniederlage erlitten hatte, Ministerpräsident und bildete eine Koalitionsregierung aus Liberaler Linkspartei und Rechtspartei. Gleichzeitig übernahm Konow die Leitung des Budgetministeriums (revisjonsdepartementet) und kurzzeitig des Landwirtschaftsministeriums. Eines der Hauptthemen seiner Amtszeit war der nationale Sprachenstreit (målsaken) um eine norwegische Schriftsprache durch die Kulturorganisation Noregs Ungdomslag. Der Sprachenstreit war einer der Gründe für die folgende Regierungskrise, die zum Rücktritt von Konows Regierung am 20. Februar 1912 führte. Der Vorsitzende der konservativen Høyre-Partei, Jens Bratlie, bildete seine neue Regierung jedoch gemeinsam mit den Liberalen.
Vom 13. Juni 1913 bis zum 21. August 1922 war er Vizemitglied des Friedensnobelpreiskomitees als Vertreter von Francis Hagerup, ehe er anschließend vom 21. August 1922 bis zu seinem Tod Mitglied dieses Komitees war.
Zur Unterscheidung seines gleichnamigen Cousins Wollert Konow (1847–1932), der ebenfalls Abgeordneter und Landwirtschaftsminister war, erhielt er im parlamentarischen Alltag den Namenszusatz Søndre Bergenhus (SB, heutiges Hordaland), während sein Cousin den Namenszusatz Hedmark erhielt.